# 森上史朗
森上 史朗（もりうえ しろう、1931年7月8日 - 2019年8月4日）は、日本の幼児教育学者。

## 来歴
岡山県真庭郡久世町（現・真庭市）生まれ。1955年東京教育大学教育学部心理学科卒業、北海道教育研究所勤務、東京成徳短期大学助教授、1970年大妻女子大学家政学部助教授、1975年文部省初等中等教育局幼稚園課教科調査官、1980年日本女子大学家政学部助教授、教授、附属児童研究所主事、1997年青山学院大学教授、2001年同大定年退職、子どもと保育総合研究所代表。

## 著書
- 『児童中心主義の保育 保育内容・方法改革の歩み』教育出版 1984
- 『これからの幼児保育 1 (幼児理解と保育内容)』ひかりのくに 1985
- 『人間・子ども・保育 森上史朗対談集』フレーベル館 1988
- 『子どもに生きた人・倉橋惣三 その生涯・思想・保育・教育』フレーベル館 1993
- 『新しい教育要領・保育指針のすべて どう読みとき、どう実践に生かすか』フレーベル館 21世紀保育ブックス 2000

### 共編著
- 『話しことばの家庭治療』柚木馥共編 日本文化科学社 1970
- 『ことばの遅れと障害の家庭指導』柚木馥共編 教育出版 1974
- 『発達の遅れた子どもの家庭指導』柚木馥共編 教育出版 1975
- 『障害をもつ子どもの遊びの日常指導』柚木馥共編 教育出版 1976
- 『障害をもつ子どもの症状別日常指導』柚木馥共編 教育出版 1976
- 『障害をもつ子どもの学習の日常指導』柚木馥共編 教育出版 1977
- 『保育実践講座 第1巻 保育のための幼児理解』江波諄子共編著 第一法規出版 1977
- 『保育実践講座 第10巻 治療保育のすすめ方』柚木馥共編著 第一法規出版 1977
- 『保育実践講座 第9巻 保育のための実践研究』沢文治共編著 第一法規出版 1977
- 『保育実践ハンドブック 保育を広げ深めるために』岡田正章共編 あすなろ書房 1977
- 『若い保育者のための保育入門ハンドブック』岡田正章共編 あすなろ書房 1977
- 『保育原理』編著 教育出版株式会社 1978
- 『保育実践講座 第3巻 子どもを伸ばす保育環境』塩川寿平共編著 第一法規出版 1978
- 『保育実践講座 第7巻 子どもを伸ばす保育の評価』立川多恵子共編著 第一法規出版 1978
- 『障害児の言語治療教育』柚木馥共編著 学苑社 障害児教育シリーズ 1979
- 『望ましい経験や活動シリーズ 14 自然事象・数量形』本吉円子共編集 チャイルド本社 1980
- 『望ましい経験や活動シリーズ 11 遊具・用具・材料を生かした活動』塩川寿平共編集 チャイルド本社 1980
- 『保育基本用語辞典』岡田正章共編 第一法規出版 1980
- 『保育のための乳幼児心理事典』責任編集 日本らいぶらり 幼児保育事典シリーズ 1980
- 『新しい保育行事ハンドブック』編著 あすなろ書房 1981
- 『望ましい経験や活動シリーズ 19 子どもが参加する行事』阿部明子共編集 チャイルド本社 1981
- 『言語・聴覚障害児の保育』田中美郷共編 医歯薬出版 心身障害児保育シリーズ 1982
- 『情緒障害児の保育』昌子武司ほか共編集 医歯薬出版 心身障害児保育シリーズ 1982
- 『発達遅滞児の保育』共編集 医歯薬出版 心身障害児保育シリーズ 1982
- 『新保育内容講座 第2巻 社会』責任編集 光生館 1983
- 『保育対談』高杉自子共著 教育出版 1984
- 『幼稚園教師になるには』平田圭子共著 ぺりかん社 なるにはbooks 1985
- 『0~5歳児の世界 育児と保育のために』編著 世界文化社 1986‐87
- 『望ましい経験や活動シリーズ 6 絵本・童話』本吉円子共編 チャイルド本社 1986
- 『望ましい経験や活動シリーズ 3 砂あそび・水あそび』共編 チャイルド本社 1986
- 『保育と児童文化』安藤美紀夫共編 学術図書出版社 1986
- 『子ども学研究 保育・教育・保健・心理・社会・文化・文学・福祉・障害児教育 1』井上肇、河合洋、安藤美紀夫共編 建帛社 1987
- 『望ましい経験や活動シリーズ 9 積み木あそび・その他の構成あそび』岡田正章、高杉自子、待井和江、松丸令子、野原てる共編 チャイルド本社 1987
- 『最新保育用語辞典』高野陽,大場幸夫,秋山和夫共編 ミネルヴァ書房 1989
- 『保育講座 保育原理』高杉自子共編 ミネルヴァ書房 1989
- 『保育講座 園の運営・クラスの運営』吉村真理子、高杉自子共編 ミネルヴァ書房 1990
- 『保育講座 保育内容人間関係』無藤隆共編 ミネルヴァ書房 1990
- 『保育方法と形態 指導法の研究』秋山和夫共編著 医歯薬出版 1990
- 『保育講座 教育課程保育計画総論』阿部明子、吉村真理子、高杉自子共編 ミネルヴァ書房 1991
- 『保育講座 教育実習』吉村真理子共編 ミネルヴァ書房 1991
- 『保育講座 保育内容総論』吉村真理子共編 ミネルヴァ書房 1991
- 『保育講座 保育方法指導法の研究』吉村真理子共編 ミネルヴァ書房 1991
- 『幼児教育課程・保育計画総論』阿部明子共編著 建帛社 1991
- 『幼稚園教育と評価 幼稚園幼児指導要録記入のために』野村睦子、高杉自子、柴崎正行共編著 ひかりのくに 1991
- 『集団ってなんだろう 人とのかかわりを育くむ保育実践』今井和子共編著 ミネルヴァ書房 1992
- 『保育講座 初等教育原理』編 ミネルヴァ書房 1993
- 『新保育と児童文化 保育文化をはぐくむ』編 学術図書出版社 1995
- 『演習保育講座 第1巻 初等教育原理』野里房代共編著 光生館 1996
- 『演習保育講座 第10巻 保育内容表現』飯島千雍子、吉村真理子、高杉自子共編著 光生館 1996
- 『演習保育講座 第2巻 保育原理』芝恭子共編著 光生館 1996
- 『演習保育講座 第6巻 保育内容健康』岩崎婉子共編著 光生館 1996
- 『保育の基本』全6巻 今井和子、田中泰行、高杉自子共編著 フレーベル館 1997
- 『保育は恋といっしょや うみぐみあばれんぼう日記』別府市立石垣幼稚園共著 小学館 1998
- 『幼児教育への招待 いま子どもと保育が面白い』編 ミネルヴァ書房 1998
- 『演習保育講座 第8巻 保育内容環境』戎喜久惠共編著 光生館 1999
- 『これからの保育環境づくり』編著 世界文化社 1999
- 『幼稚園教育要領解説 <平成10年改訂>対応』高杉自子,柴崎正行共編 フレーベル館 1999
- 『演習保育講座 第3巻 保育内容総論』高杉自子,神長美津子共編著 光生館 2000
- 『環境 身近な環境とのかかわりに関する領域』柴崎正行共編著 東京書籍 2000 幼児教育法シリーズ 新訂
- 『保育内容総論』柴崎正行共編著 東京書籍 2000 幼児教育法シリーズ 新訂
- 『保育用語辞典 子どもと保育を見つめるキーワード』柏女霊峰共編 ミネルヴァ書房 2000
- 『保育原理』編 ミネルヴァ書房 2001 新・保育講座 1
- 『保育者論の探求』岸井慶子共編 ミネルヴァ書房 2001 新・保育講座 2
- 『保育内容総論』大豆生田啓友,渡辺英則共編 ミネルヴァ書房 2001 新・保育講座 4
- 『保育内容「人間関係」』吉村真理子,後藤節美共編 ミネルヴァ書房 2001 新・保育講座
- 『保育方法・指導法の研究』渡辺英則,大豆生田啓友共編 ミネルヴァ書房 2001 新・保育講座 6
- 『幼児理解と保育援助』浜口順子共編 ミネルヴァ書房 2003 新・保育講座 3
- 『幼稚園実習保育所・施設実習』大豆生田啓友共編 ミネルヴァ書房 2004 新・保育講座
- 『よくわかる保育原理』大豆生田啓友共編 ミネルヴァ書房 やわらかアカデミズム・<わかる>シリーズ 2006
- 『倉橋惣三と現代保育』共著 フレーベル館 2008 倉橋惣三文庫 10
- 『倉橋惣三文庫』津守真共編 フレーベル館 2008
- 『よくわかる子育て支援・家族援助論』大豆生田啓友,太田光洋共編 ミネルヴァ書房 やわらかアカデミズム・〈わかる〉シリーズ　2008
- 『最新保育資料集 2009』編 ミネルヴァ書房 2009
- 『保育原理』小林紀子,若月芳浩共編 ミネルヴァ書房 2009 最新保育講座 1
- 『保育内容「人間関係」』小林紀子,渡辺英則共編 ミネルヴァ書房 2009 最新保育講座
- 『戦後保育史』全2巻 岡田正章,久保いと,坂元彦太郎,宍戸健夫,鈴木政次郎共編纂 日本図書センター 2010
- 『子ども理解と援助』高嶋景子,砂上史子共編 ミネルヴァ書房 2011 最新保育講座 3
- 『保育方法・指導法』大豆生田啓友,渡辺英則共編 ミネルヴァ書房 2012 最新保育講座

### 翻訳
- バーバラ・デー『自発活動を育てる環境づくり 幼年期のオープン・ラーニングのために』江波諄子共訳 教育出版 1979
- 『ブラゼルトンの1・2歳児をどう育てるか 自立期のこころと育児』医歯薬出版 1983
- コーエン&ルドルフ『幼児教育の基礎理論』教育出版 1983